# بيل هاندز
بيل هاندز (بالإنجليزية: Bill Hands)‏ هو لاعب كرة قاعدة أمريكي، ولد في 6 مايو 1940 في هاكينساك في الولايات المتحدة، وتوفي في 9 مارس 2017 في أورلاندو في الولايات المتحدة.

## وصلات خارجية
- بيل هاندز على موقع دوري كرة القاعدة الرئيسي (الإنجليزية)
- بيل هاندز على موقعبيزبول رفرنس.كوم (الدوري الرئيسي) (الإنجليزية)
- بيل هاندز على موقعبيزبول رفرنس.كوم (الدوري الثانوي) (الإنجليزية)
- بيل هاندز على موقع مشجعي الرسوم البيانية (الإنجليزية)